# 叔母殺人事件
『叔母殺人事件』（おばさつじんじけん、The Murder of My Aunt）は、折原一の小説作品。
2004年9月、「偽りの館―叔母殺人事件」というタイトルで刊行され、2007年9月、文庫化に当たり、「叔母殺人事件―偽りの館」と改題され刊行される。

## あらすじ
古い洋館で起こった殺人事件。
そこに住んでいたのは一代で財を成した女実業家・清瀬富子とその甥・智樹。相続の資格があるか富子に試されていた智樹は、叔母の死を待てなくなり、また、必ずしも自分が相続者になれるかどうか分からず憂え、叔母の殺人計画を練っていく。
事件後、逮捕された智樹は心神喪失を装い、精神鑑定を受け警察病院に入院していた。智樹の殺人計画書が残されているはず、と確信した【私】は、それを入手しようとその洋館に移り住み、智樹がどのようにことを進めていったのかを探っていく。
作品は、【私】が洋館に移り住んで以後の手記と、殺人者の「甥」が隠した手記が交互に書かれている。

## 登場人物
私
自称・ノンフィクション作家のタマゴ。智樹の起こした殺人事件に興味を持ち、洋館へ引越し事件の概要を探っていく。
入院中の母がいるが、煩わしく思っている。
長沼 絹代（ながぬま きぬよ）
ひょんなことから【私】と出会い、【私】の依頼で家政婦をすることに。
清瀬 富子（きよせ とみこ）
北関東の寒村の農家の出身。一代で財を成した建設会社社長の愛人だった。彼の死により本家は没落していったが、幸運にも没落の影響を受けずに大邸宅を譲り受けた。その後、商才を発揮しブティックを始め、絶頂を極める。
息子が一人いるが、相続者と見なしておらず、智樹を探し出し、相続者に相応しいかを見極めるために呼び寄せる。
名倉 智樹（なくら ともき）
32歳でフリーター生活を送っていたが、突如叔母の存在を知らされ、叔母宅へ居候することに。叔母の財産に目がくらみ、叔母の殺人計画を練っていく。
春（はる）
清瀬家の家政婦。富子が借金を肩代わりしてくれたため、家政婦をしている。
美咲（みさき）
春の娘。同じく、家政婦。智樹と肉体関係を持つようになる。